# オタイカ
オタイカ（英語: 'Ota 'ika、タヒチ語: I'a ota）は、ココナッツミルクと柑橘類で添える魚から成るポリネシア料理。ペルーのセビーチェと類似している。魚はシイラやカマス、サーモン、アカマンボウなどを利用している。なお、ポリネシアに移民として渡ってきた華僑などによって、中国料理からも影響を受けている。タヒチではポワゾン・クリュ（poisson cru）と知られている。

## 内容
完璧に掃除された生の魚の切り身はさいの目に切り、塩とレモンで味付けされ、レモン汁で味付けされた後に冷蔵庫で20分放置する。魚の鮮度を保つためにココナッツミルクを添えて、完成。中国風のレシピは、レタス、ニンジン、セロリ、キュウリなどの野菜で調理されている。ハワイのポケ、フィリピンのキニローと作り方は類似する。起源はタヒチとされている。
オタイカは適切に保存しておかないと食中毒の恐れもある。